# Bảng xếp hạng bóng đá nam FIFA
|                                                                |            |             |         |
| Thứ hạng 20 đội bóng hàng đầu tính đến ngày 3 tháng 4 năm 2025 |            |             |         |
| Hạng                                                           | Thay đổi   | Đội tuyển   | Điểm    |
| 1                                                              | Giữ nguyên | Argentina   | 1886.16 |
| 2                                                              | 1          | Tây Ban Nha | 1854.64 |
| 3                                                              | 1          | Pháp        | 1852.71 |
| 4                                                              | Giữ nguyên | Anh         | 1819.2  |
| 5                                                              | Giữ nguyên | Brasil      | 1776.03 |
| 6                                                              | 1          | Hà Lan      | 1752.44 |
| 7                                                              | 1          | Bồ Đào Nha  | 1750.08 |
| 8                                                              | Giữ nguyên | Bỉ          | 1735.75 |
| 9                                                              | Giữ nguyên | Ý           | 1718.31 |
| 10                                                             | Giữ nguyên | Đức         | 1716.98 |
| 11                                                             | 2          | Croatia     | 1698.66 |
| 12                                                             | 2          | Maroc       | 1694.24 |
| 13                                                             | 2          | Uruguay     | 1679.49 |
| 14                                                             | 2          | Colombia    | 1679.04 |
| 15                                                             | Giữ nguyên | Nhật Bản    | 1652.64 |
| 16                                                             | Giữ nguyên | Hoa Kỳ      | 1648.81 |
| 17                                                             | 2          | México      | 1646.94 |
| 18                                                             | Giữ nguyên | Iran        | 1637.39 |
| 19                                                             | 2          | Sénégal     | 1630.32 |
| 20                                                             | Giữ nguyên | Thụy Sĩ     | 1624.75 |
| *Thay đổi từ ngày 15 tháng 2 năm 2024                          |            |             |         |
| Bảng xếp hạng đầy đủ tại FIFA.com                              |            |             |         |

Bảng xếp hạng bóng đá nam FIFA (FIFA Men's World Ranking) là hệ thống xếp hạng dành cho các đội tuyển quốc gia nam ở môn bóng đá, dẫn đầu là Argentina tính đến tháng 9 năm 2024. Các đội tuyển nam của các quốc gia thành viên của FIFA, cơ quan quản lý bóng đá thế giới, được xếp hạng dựa trên kết quả trận đấu của họ, trong đó đội thành công nhất được xếp hạng cao nhất. Bảng xếp hạng được giới thiệu vào tháng 12 năm 1992 và 8 đội tuyển (Argentina, Bỉ, Brasil, Pháp, Đức, Ý, Hà Lan và Tây Ban Nha) đã giữ vị trí dẫn đầu, trong đó Brasil có thời gian đứng đầu lâu nhất.
Một hệ thống tính điểm được sử dụng, trong đó điểm được trao dựa trên kết quả của tất cả các trận đấu quốc tế được FIFA công nhận. Hệ thống xếp hạng đã được cải tiến nhiều lần, nhìn chung đáp lại những lời chỉ trích rằng phương pháp tính toán trước đó không phản ánh hiệu quả sức mạnh thực tế của các đội tuyển quốc gia. Kể từ ngày 16 tháng 8 năm 2018, hệ thống xếp hạng đã áp dụng hệ thống xếp hạng Elo được sử dụng trong cờ vua và cờ vây.
Bảng xếp hạng được tài trợ bởi Coca-Cola; do đó, tên gọi FIFA/Coca-Cola World Ranking cũng được sử dụng. Coca-Cola cũng tài trợ cho bảng xếp hạng dành cho nữ.

## Lịch sử
Vào tháng 12 năm 1992, FIFA lần đầu tiên công bố 1 danh sách thứ tự xếp hạng của các liên đoàn thành viên quy định 1 cơ sở để so sánh sức mạnh của các đội bóng. Từ tháng 8 năm sau, với sự tài trợ từ Coca Cola, danh sách được cập nhật thường xuyên hơn, được công bố trong đa số các tháng. Những thay đổi quan trọng được tiến hành vào năm 1999 và 1 lần nữa vào năm 2006, để chống lại các chỉ trích nhằm vào hệ thống. Số thành viên của FIFA tăng lên từ 167 thành 211 từ khi BXH ra đời. Trong lịch sử có một số trường hợp thành viên bị loại khỏi bảng xếp hạng vì không thi đấu 1 trận đấu quốc tế được công nhận nào trong hơn 4 năm, đó là São Tomé và Príncipe (từ tháng 12 năm 2007 đến tháng 11 năm 2011), Papua New Guinea (từ tháng 7 đến tháng 9 năm 2011) và Quần đảo Cook (từ tháng 7 năm 2019 đến tháng 3 năm 2022). Hiện tại tất cả 211 thành viên đang được thống kê trong các bảng xếp hạng.

### Thay đổi năm 1999
Từ khi BXH ban đầu được giới thiệu, 1 đội nhận được 1 điểm cho 1 trận hòa và 3 điểm cho 1 trận thắng trong các trận thi đấu được FIFA công nhận, cũng tương tự như hệ thống tính điểm trong các giải đấu. Đây là 1 phương pháp tính toán khá đơn giản, nhưng FIFA đã nhanh chóng nhận ra rằng có nhiều nhân tố ảnh hưởng đến các trận đấu quốc tế. Để đáp ứng các mục tiêu công bằng, khách quan và để so sánh chính xác sức mạnh tương xứng của nhiều quốc gia khác nhau, hệ thống được cập nhật. Các thay đổi chủ yếu như sau: 
- Bảng xếp hạng điểm được tăng cường bởi 10 nhân tố.
- Phương pháp tính được thay đổi để đem vào các nhân tố tính toán bao gồm:
  - Số bàn thắng ghi được hay thừa nhận thua.
  - Trận đấu sân nhà hay sân khách.
  - Tính quan trọng của trận đấu hay cuộc thi.
  - Sức mạnh khu vực của đối thủ.
- Một số điểm cố định được không nhất thiết trận đó thắng hay hòa.
- Đội thua vẫn có thể nhận điểm.

2 danh hiệu mới được giới thiệu như là một phần của hệ thống:
- Đội bóng của năm
- Đội bóng tiến bộ của năm

Sự thay đổi đó làm cho hệ thống BXH phức tạp hơn, nhưng nó giúp cải thiện độ chính xác bởi vì nó đã toàn diện hơn.

### Thay đổi năm 2006
FIFA thông báo rằng hệ thống xếp hạng được cải tiến sau World Cup 2006. Thời gian đánh giá được giảm bớt từ 8 năm xuống còn 4 năm, và 1 phương pháp tính toán đơn giản hơn được sử dụng cho đến bây giờ để quyết định vị trí xếp hạng. Lợi thế số bàn thắng ghi được trên sân nhà hay sân khách không còn đem vào để tính toán nữa. Các khía cạnh khác như tầm quan trọng của các loại trận khác nhau đã được xem xét lại. Bộ phương pháp tính toán và bảng xếp hạng sửa đổi đầu tiên được thông báo vào ngày 12 tháng 7 năm 2006.
Sự thay đổi này được bắt nguồn ít nhất là từ một phần của cuộc chỉ trích lan rộng dành cho hệ thống xếp hạng trước kia. Nhiều người yêu bóng đá có cảm giác rằng nó không chính xác, đặc biệt khi so sánh với các hệ thống xếp hạng khác và cho rằng nó không đáp ứng đủ để phản ánh những thay đổi trong thành tích của từng đội bóng. Các thứ hạng cao đầy bất ngờ gần đây của Cộng hoà Séc và Mỹ đã vấp phải sự hoài nghi và ảnh hưởng tiêu cực đến sự tín nhiệm vào hệ thống dưới con mắt của nhiều nhà thể thao. Màn trình diễn nghèo nàn và việc bị loại sớm của 2 đội bóng trên tại vòng chung kết World Cup 2006 làm xuất hiện lên lòng tin vào các chỉ trích.

### Thay đổi năm 2018
Vào tháng 9 năm 2017, FIFA tuyên bố họ đang xem xét hệ thống xếp hạng mới và sẽ có quyết định cuối cùng sau khi vòng loại FIFA World Cup 2018 kết thúc nếu có bất kỳ thay đổi nào được thực hiện để cải thiện thứ hạng. FIFA thông báo vào ngày 10 tháng 6 năm 2018, rằng hệ thống xếp hạng mới sẽ được cập nhật sau FIFA World Cup 2018. Bắt đầu với bảng xếp hạng tháng 4 năm 2021, điểm của các đội hiện được tính đến hai điểm thập phân, thay vì được làm tròn đến số nguyên gần nhất.

### Các đội dẫn đầu
Từ khi hệ thống được giới thiệu, Đức là đội đầu tiên dẫn đầu sau khoảng thống trị kéo dài của họ khi đã 3 lần lọt vào trận chung kết của 3 VCK World Cup gần nhất và họ đã chiến thắng một trong 3 lần đó. Brasil nắm vị trí dẫn đầu trong hành trình đến World Cup 1994 sau khi thắng 8 và thua một trong 9 trận vòng loại, ghi được 20 bàn và để lọt lưới chỉ 4 bàn. Ý xếp đầu sau đó trong một thời gian ngắn khi đã hoàn thành thành công đợt vòng loại World Cup, sau đó đã bị Đức lấy lại. Sự thành công trong chiến dịch vòng loại dài giúp cho Brasil dẫn đầu BXH trong một thời gian ngắn. Đức lại dẫn đầu trong suốt VCK World Cup 1994, cho đến khi Brasil vô địch kì World Cup đó giúp họ có được một thời gian dẫn đầu rất lâu gần 7 năm cho đến khi họ bị vượt qua bởi Pháp, 1 đội mạnh trong thời gian đó khi đã vô địch World Cup 1998 và Euro 2000. Thành công tại World Cup 2002 giúp cho Brasil lấy lại vị trí đầu và giữ đến tháng 2 năm 2007, khi Ý trở lại dẫn đầu lần đầu tiên kể từ năm 1993 sau khi vô địch World Cup 2006 tổ chức tại Đức. Một tháng sau, Argentina lên thế chỗ Ý nhưng đã bị Ý lấy lại vào tháng 4. Sau chiến thắng tại Copa América 2007 vào tháng 7, Brasil trở lại nhưng chỉ 3 tháng sau vị trí này đã thuộc về Argentina. Vào tháng 7 năm 2008, Tây Ban Nha tiếp quản vị trí dẫn đầu lần đầu tiên sau khi vô địch Euro 2008. Brasil xếp thứ 6 nhưng đã trở lại dẫn đầu sau chiến thắng tại FIFA Confederations Cup 2009.

## Mục đích của bảng xếp hạng
BXH được dùng bởi FIFA để xếp hạng sự phát triển và khả năng của các đội bóng thuộc các quốc gia thành viên, và đòi hỏi họ tạo nên "1 thước đo chính xác để so sánh các đội". Chúng được dùng như một phần kết quả tính toán, hay 1 cơ sở toàn bộ để chọn hạt giống cho các giải đấu. Tại vòng loại World Cup 2010, BXH sẽ được sử dụng để chọn hạt giống cho các bảng trong các vòng loại khu vực thành viên bao gồm CONCACAF (sử dụng BXH tháng 5), CAF (sử dụng BXH tháng 7), và UEFA sử dụng BXH tháng 11 năm 2007.
Ngoài ra BXH này còn dùng để quyết định người đoạt 2 giải thưởng cho các đội bóng quốc gia hàng năm dựa trên cơ sở thành tích trong BXH.

## Những sự chỉ trích
Từ khi giới thiệu vào năm 1993, BXH FIFA đã là vấn đề của nhiều cuộc tranh luận, đặc biệt là về cách tính kết quả và những cách biệt thông thường về đẳng cấp và thứ hạng giữa một vài đội bóng. Ví dụ như Na Uy được xếp hạng 2 vào tháng 10 năm 1993 và tháng 7-8 năm 1995, và Mỹ xếp hạng 4 năm 2006, thực sự ngạc nhiên ngay cả với các cầu thủ của chính họ. Tuy nhiên, những sự chỉ trích về BXH không chân thực vẫn tiếp diễn ngay cả sau khi đưa ra công thức tính mới, với việc Israel leo lên hạng 15 vào tháng 11 năm 2008 cũng làm cho báo chí nước này rất bất ngờ, với việc Israel bỏ lỡ cơ hội lớn để chen chân vào top 10 sau khi thua Latvia tại lượt cuối của vòng loại.
Trước tháng 7 năm 2006, một trong những chỉ trích chính là BXH được tính bởi thành tích của đội bóng trong vòng 8 năm, và vị trí xếp hạng của đội không liên quan gì đến thành tích gần đây của đội. Sự chỉ trích này được giảm đôi chút với việc giới thiệu công thức tính mới, kết quả được tính trong 4 năm, giới thiệu vào tháng 7 năm 2006.
Sự thiếu sót được nhận thấy trong hệ thống của FIFA đã bắt đầu cho sự hình thành một số BXH khác từ những nhà thống kê về bóng đá  bao gồm Hệ số Elo bóng đá và RSSSF (Tổ chức thống kê nghiệp dư bóng đá thế giới).

## Phương pháp tính toán gần đây
Vào ngày 10 tháng 6 năm 2018, hệ thống xếp hạng mới đã được FIFA phê chuẩn. Nó dựa trên hệ thống xếp hạng Elo và sau mỗi trận đấu, điểm sẽ được cộng hoặc trừ vào xếp hạng của đội theo công thức:
{\displaystyle P=P_{1}+I(W-W_{1})}
Trong đó:
{\displaystyle P_{1}}: số điểm của đội trước trận đấu
{\displaystyle I}: hệ số quan trọng, được xác định bởi:
- 5: trận giao hữu diễn ra bên ngoài lịch thi đấu giao hữu quốc tế
- 10: trận giao hữu diễn ra trong lịch thi đấu giao hữu quốc tế
- 15: các trận đấu của giải vô địch bóng đá các quốc gia (vòng bảng)
- 20: các trận đấu của giải vô địch bóng đá các quốc gia (vòng play-off và trận chung kết)
- 25: các trận thuộc vòng loại các giải đấu cấp châu lục, vòng loại FIFA World Cup
- 35: các trận thuộc vòng chung kết các giải đấu cấp châu lục (trước tứ kết)
- 40: các trận thuộc vòng chung kết các giải đấu cấp châu lục (tứ kết và sau đó), các trận đấu của Cúp Liên đoàn các châu lục (FIFA Confederations Cup)
- 50: các trận đấu trước tứ kết của FIFA World Cup
- 60: các trận đấu của FIFA World Cup (tứ kết và sau đó)

{\displaystyle W}: hệ số kết quả trận đấu
- 0: thua trong thời gian thi đấu chính thức hoặc hiệp phụ
- 0,5: hòa hoặc thua trong loạt sút luân lưu
- 0,75: thắng trong loạt sút luân lưu
- 1: giành chiến thắng trong thời gian thi đấu hoặc hiệp phụ

{\displaystyle W_{1}}: kết quả mong đợi của trận đấu (hay điểm thưởng, được hiểu là "sức mạnh" chênh lệch giữa hai đội trước trận đấu), được tính bởi công thức
{\displaystyle W_{1}={\frac {1}{10^{^{(}{\frac {-dr}{600}})}+1}}}
trong đó {\displaystyle dr} là chênh lệch điểm số giữa hai đội trước trận đấu.
Điểm tiêu cực trong giai đoạn loại trực tiếp của các giải đấu sẽ không làm ảnh hưởng đến xếp hạng của các đội.

## Công thức tính toán giai đoạn 1993-1999
Công thức xếp hạng giai đoạn 1993-1999 rất đơn giản và nhanh chóng trở nên được chú ý đến vì thiếu các nhân tố phụ. Các đội nhận được 3 điểm cho 1 trận thắng và 1 điểm cho 1 trận hòa.

## Công thức tính toán giai đoạn 1999-2006
Vào năm 1999, FIFA giới thiệu một hệ thống tính toán được sửa đổi, kết hợp nhiều thay đổi trong sự trả lời những sự chỉ trích về bảng xếp hạng không thích hợp. Để xếp hạng tất cả các trận đấu, số bàn thắng và tính quan trọng của trận đấu được ghi lại, và được sử dụng cho thủ tục tính toán. Chỉ các trận của các đội tuyển quốc gia nam lớn tuổi mới được tính. Các hệ thống xếp hạng riêng rẽ được dùng cho các cấp khác như các đội tuyển nữ và tuyển trẻ, ví dụ như Bảng xếp hạng bóng đá nữ FIFA. Bảng xếp hạng bóng đá nữ đã và đang dựa một hệ thống như là một kiểu của Hệ số Elo bóng đá thế giới.

## Giải thưởng
Mỗi năm FIFA trao 2 giải thưởng cho các quốc gia thành viên, dựa vào thành tích trên bảng xếp hạng. Đó là:

### Đội bóng của năm
Giải thưởng "Đội tuyển của năm" được trao hàng năm cho đội xếp hạng cao nhất trên Bảng xếp hạng FIFA của tháng 12, ngoại trừ các năm 2000 và 2001. Trong hai năm này, phương thức tính điểm khác được sử dụng để xác định đội vô địch. Cụ thể, đội chiến thắng sẽ là đội tuyển quốc gia có điểm trung bình cao nhất trong bảy trận đấu hay nhất của họ trong năm qua tính đến ngày 31 tháng 12.
Argentina vừa mới giành danh hiệu "Đội tuyển của năm" lần thứ ba trong lịch sử 30 năm của giải thưởng, nâng tổng số lần chiến thắng lên con số ấn tượng. Brazil vẫn đang nắm giữ kỷ lục về chuỗi chiến thắng dài nhất (7 lần liên tiếp từ năm 1994 đến 2000) và tổng số lần chiến thắng nhiều nhất (13 lần).
| Năm  | Hạng nhất   | Hạng nhì    | Hạng ba     |
| ---- | ----------- | ----------- | ----------- |
| 1993 | Đức         | Ý           | Brasil      |
| 1994 | Brasil      | Tây Ban Nha | Thụy Điển   |
| 1995 | Brasil      | Đức         | Ý           |
| 1996 | Brasil      | Đức         | Pháp        |
| 1997 | Brasil      | Đức         | Séc         |
| 1998 | Brasil      | Pháp        | Đức         |
| 1999 | Brasil      | Séc         | Pháp        |
| 2000 | Brasil      | Pháp        | Argentina   |
| 2001 | Pháp        | Argentina   | Brasil      |
| 2002 | Brasil      | Pháp        | Tây Ban Nha |
| 2003 | Brasil      | Pháp        | Tây Ban Nha |
| 2004 | Brasil      | Pháp        | Argentina   |
| 2005 | Brasil      | Séc         | Hà Lan      |
| 2006 | Brasil      | Ý           | Argentina   |
| 2007 | Argentina   | Brasil      | Ý           |
| 2008 | Tây Ban Nha | Đức         | Hà Lan      |
| 2009 | Tây Ban Nha | Brasil      | Hà Lan      |
| 2010 | Tây Ban Nha | Hà Lan      | Đức         |
| 2011 | Tây Ban Nha | Hà Lan      | Đức         |
| 2012 | Tây Ban Nha | Đức         | Argentina   |
| 2013 | Tây Ban Nha | Đức         | Argentina   |
| 2014 | Đức         | Argentina   | Colombia    |
| 2015 | Bỉ          | Argentina   | Tây Ban Nha |
| 2016 | Argentina   | Brasil      | Đức         |
| 2017 | Đức         | Brasil      | Bồ Đào Nha  |
| 2018 | Bỉ          | Pháp        | Brasil      |
| 2019 | Bỉ          | Pháp        | Brasil      |
| 2020 | Bỉ          | Pháp        | Brasil      |
| 2021 | Bỉ          | Brasil      | Pháp        |
| 2022 | Brasil      | Argentina   | Pháp        |
| 2023 | Argentina   | Pháp        | Anh         |
| 2024 | Argentina   | Pháp        | Tây Ban Nha |

#### Thành tích của các quốc gia
| Đội bóng    | Hạng nhất                                                                         | Hạng nhì                                                        | Hạng ba                          |
| ----------- | --------------------------------------------------------------------------------- | --------------------------------------------------------------- | -------------------------------- |
| Brasil      | 13 (1994, 1995, 1996, 1997, 1998, 1999, 2000, 2002, 2003, 2004, 2005, 2006, 2022) | 5 (2007, 2009, 2016, 2017, 2021)                                | 5 (1993, 2001, 2018, 2019, 2020) |
| Tây Ban Nha | 6 (2008, 2009, 2010, 2011, 2012, 2013)                                            | 1 (1994)                                                        | 4 (2002, 2003, 2015, 2024)       |
| Bỉ          | 5 (2015, 2018, 2019, 2020, 2021)                                                  | 0                                                               | 0                                |
| Argentina   | 4 (2007, 2016, 2023, 2024)                                                        | 4 (2001, 2014, 2015, 2022)                                      | 5 (2000, 2004, 2006, 2012, 2013) |
| Đức         | 3 (1993, 2014, 2017)                                                              | 6 (1995, 1996, 1997, 2008, 2012, 2013)                          | 4 (1998, 2010, 2011, 2016)       |
| Pháp        | 1 (2001)                                                                          | 10 (1998, 2000, 2002, 2003, 2004, 2018, 2019, 2020, 2023, 2024) | 4 (1996, 1999, 2021, 2022)       |
| Hà Lan      | 0                                                                                 | 2 (2010, 2011)                                                  | 3 (2005, 2008, 2009)             |
| Ý           | 0                                                                                 | 2 (1993, 2006)                                                  | 2 (1995, 2007)                   |
| Séc         | 0                                                                                 | 2 (1999, 2005)                                                  | 1 (1997)                         |
| Thụy Điển   | 0                                                                                 | 0                                                               | 1 (1994)                         |
| Colombia    | 0                                                                                 | 0                                                               | 1 (2014)                         |
| Bồ Đào Nha  | 0                                                                                 | 0                                                               | 1 (2017)                         |
| Anh         | 0                                                                                 | 0                                                               | 1 (2023)                         |

### Đội bóng tiến bộ nhất của năm
Giải thưởng Đội bóng tiến bộ nhất của năm được trao cho đội tuyển có sự thăng hạng ấn tượng nhất trên Bảng xếp hạng FIFA trong suốt cả năm. Tuy nhiên, giải thưởng này không chỉ đơn giản là dành cho đội bóng leo hạng nhiều nhất, mà còn dựa trên một phép tính phức tạp để tính đến việc kiếm thêm điểm càng khó khăn khi đội bóng càng xếp hạng cao.
Trước khi Bảng xếp hạng FIFA được cải tổ vào tháng 7 năm 2006, cách tính điểm 'Đội bóng tiến bộ nhất' sử dụng công thức đơn giản sau: Điểm tiến bộ = Số điểm cuối năm (z) * Số điểm kiếm được trong năm (y). Đội tuyển nào có chỉ số cao nhất sau khi tính toán theo công thức này sẽ giành được danh hiệu. Bảng dưới đây liệt kê top 3 đội bóng tiến bộ nhất của mỗi năm trong giai đoạn 1993-2006.
Từ năm 1993 đến năm 2006, Giải thưởng 'Đội bóng tiến bộ nhất' được trao cho huấn luyện viên của đội tuyển bóng đá quốc gia chiến thắng tại Lễ hội Cầu thủ FIFA hàng năm.
| Năm  | Hạng nhất  | Hạng nhì             | Hạng ba      |
| ---- | ---------- | -------------------- | ------------ |
| 1993 | Colombia   | Bồ Đào Nha           | Maroc        |
| 1994 | Croatia    | Brasil               | Uzbekistan   |
| 1995 | Jamaica    | Trinidad và Tobago   | Séc          |
| 1996 | Nam Phi    | Paraguay             | Canada       |
| 1997 | Nam Tư     | Bosna và Hercegovina | Iran         |
| 1998 | Croatia    | Pháp                 | Argentina    |
| 1999 | Slovenia   | Cuba                 | Uzbekistan   |
| 2000 | Nigeria    | Honduras             | Cameroon     |
| 2001 | Costa Rica | Úc                   | Honduras     |
| 2002 | Sénégal    | Wales                | Brasil       |
| 2003 | Bahrain    | Oman                 | Turkmenistan |
| 2004 | Trung Quốc | Uzbekistan           | Bờ Biển Ngà  |
| 2005 | Ghana      | Ethiopia             | Thụy Sĩ      |
| 2006 | Ý          | Đức                  | Pháp         |

FIFA không trao giải thưởng chính thức cho sự thăng hạng của các đội tuyển quốc gia kể từ năm 2006. Tuy nhiên, họ vẫn công bố danh sách "Những đội thăng hạng tốt nhất" trong bảng xếp hạng mỗi năm. Một ví dụ về giải thưởng "Đội thăng hạng của năm" không chính thức là sự công nhận của FIFA dành cho Colombia vào năm 2012.
Từ năm 2007, "Đội thăng hạng của năm" được xác định dựa trên sự chênh lệch giữa số điểm Bảng xếp hạng FIFA của đội tuyển vào cuối năm và số điểm của họ 12 tháng trước đó. Phương pháp này được áp dụng cho tất cả các năm tiếp theo.
| Năm  | Tiến bộ nhất                           | Thứ hai                    | Thứ ba                           | Tham khảo     |
| ---- | -------------------------------------- | -------------------------- | -------------------------------- | ------------- |
| 2007 | Mozambique (+245 điểm)                 | Na Uy (+240 điểm)          | Nouvelle-Calédonie (+220 điểm)   | [ 19 ] [ 24 ] |
| 2008 | Tây Ban Nha (+314 điểm)                | Montenegro (+245 điểm)     | Nga (+242 điểm)                  | [ 25 ]        |
| 2009 | Brasil (+322 điểm) Algérie (+322 điểm) | —                          | Slovenia (+235 điểm)             | [ 26 ]        |
| 2010 | Hà Lan (+435 điểm)                     | Montenegro (+368 điểm)     | Botswana (+316 điểm)             | [ 27 ] [ 28 ] |
| 2011 | Wales (+330 điểm)                      | Sierra Leone (+302 điểm)   | Bosna và Hercegovina (+287 điểm) | [ 22 ]        |
| 2012 | Colombia (+455 điểm)                   | Ecuador (+365 điểm)        | Mali (+337 điểm)                 | [ 23 ] [ 29 ] |
| 2013 | Ukraina (+312 điểm)                    | Armenia (+259 điểm)        | Hoa Kỳ (+237 điểm)               | [ 30 ]        |
| 2014 | Đức (+407 điểm)                        | Slovakia (+334 điểm)       | Bỉ (+317 điểm)                   | [ 31 ]        |
| 2015 | Thổ Nhĩ Kỳ (+329 điểm)                 | Hungary (+313 điểm)        | Nicaragua (+295 điểm)            | [ 32 ]        |
| 2016 | Pháp (+437 điểm)                       | Perú (+321 điểm)           | Ba Lan (+311 điểm)               | [ 33 ]        |
| 2017 | Đan Mạch (+456 điểm)                   | Thụy Điển (+323 điểm)      | Bolivia (+315 điểm)              | [ 34 ]        |
| 2018 | Pháp (+165 điểm)                       | Uruguay (+151 điểm)        | Kosovo (+133 điểm)               | [ 35 ]        |
| 2019 | Qatar (+138 điểm)                      | Algérie (+135 điểm)        | Nhật Bản (+89 điểm)              | [ 36 ]        |
| 2020 | Hungary (+44 điểm)                     | Ecuador (+41 điểm)         | Malta (+32 điểm)                 | [ 37 ]        |
| 2021 | Canada (+130.32 điểm)                  | Ý (+115.77 điểm)           | Argentina (+108.51 điểm)         | [ 38 ]        |
| 2022 | Maroc (+142.42 điểm)                   | Croatia (+106.88 điểm)     | Argentina (+87.87 điểm)          | [ 39 ]        |
| 2023 | Panamá (+83.92 điểm)                   | Moldova (+63.72 điểm)      | Malaysia (+56.27 điểm)           | [ 40 ]        |
| 2024 | Angola (+128.43 điểm)                  | Tây Ban Nha (+120.63 điểm) | Jordan (+103.28 điểm)            | [ 41 ]        |